# Lorenzo Ginés Brandín
Lorenzo Ginés Brandín (San Agustín del Guadalix, 1853-Madrid, 1932) fue un político español, tres veces alcalde de San Agustín del Guadalix

## Biografía
Lorenzo Ginés Brandín nació el año 1853 en el entonces pequeño pueblo de San Agustín del Guadalix de la provincia de Madrid. Hijo de Agustina y de Mateo, familia de labradores. De inteligencia despierta, temperamento rudo, sutil ingenio e intuición natural, que unido a su gran voluntad y tesón, y a pesar de no haber tenido la suficiente preparación en la escuela, por entonces tan deficitaria en la mayoría de los pueblos de España, no le impidió brillar con luz propia en el firmamento de los grandes hombres.
En 1868 protagoniza una interesante historia juvenil en la que se ve envuelto el mismo presidente del senado de la época Cristino Martos Balbi.
Desde 1880, año en que entra a formar parte por primera vez del equipo municipal, hasta su fallecimiento en 1932, Lorenzo Ginés tiene una actuación muy destacada en la vida de San Agustín del Guadalix. Fue elegido cinco veces concejal del Ayuntamiento y tres veces Alcalde del mismo.
Lorenzo Ginés Brandín, fue elegido concejal por primera vez en las elecciones municipales de 1881, ocupando dicho cargo hasta 1885. En mayo de 1897 es reelegido concejal y el 1 de julio del mismo año, después de dieciocho años de su primera incorporación al equipo municipal, accede a la alcaldía. En varias ocasiones había sido concejal y se había destacado por su defensa a ultranza de los bienes comunales, denunciando las intrusiones y ocupaciones ilegales de prados, cañadas y demás vías pecuarias.
Aunque su elección para la Alcaldía se efectúa por unanimidad, Lorenzo Ginés encontrará pronto la oposición de varios Concejales, motivo por el cual presenta la dimisión a los cinco meses de asumir el cargo, por no transigir con las absolutistas imposiciones del caciquismo local.
En tan corto espacio de tiempo dio grandes muestras de cultura, poniendo al corriente de pago a los maestros de primera enseñanza, embelleciendo la población con elegantes reformas, dotándola de alumbrado público, arreglando puentes y caminos del término municipal, suministrando asistencia médica y farmacéutica a los pobres, dando casa gratuita a la Guardia Civil y realizando muchas más gestiones, a cual mejor, que continuó durante las dos épocas siguientes que desempeñó también la alcaldía. (El Municipio y la Provincia).

En diciembre de 1898, el mismo gobernador civil de la provincia revoca la dimisión, por lo cual el día 20 de dicho mes vuelve a asumir la Alcaldía, que desempeñará por segunda vez hasta diciembre de 1899. Tras las elecciones municipales de noviembre de 1899, Lorenzo Ginés vuelve a ser elegido Alcalde por la mayoría de los concejales.
Siendo Alcalde por tercera vez, unas falsas acusaciones de las que fue objeto por parte del caciquismo local, que en los primeros años del siglo XX controlaban cada vez más la villa de San Agustín, le llevan a la suspensión del cargo y posterior procesamiento, del que se hizo eco en la prensa de la época el 30 de enero de 1903:

En juicio por jurados se vio la causa y aún está reciente el relato que de él ha hecho la prensa del 30 de enero del presente año.
Fue absuelto libremente y mereció los más encomiados elogios por parte de todos los periódicos madrileños que le llamaron ALCALDE DE CUERPO ENTERO
(El Municipio y la Provincia 1903.Crónica Biográfica de España)

.
Lorenzo Ginés vuelve a ser restituido en su cargo de Alcalde con todos los honores por el gobernador civil de Madrid.
Tras varios años ausente de las tareas municipales, es reelegido concejal en 1922, cargo que desempeñará hasta su muerte ocurrida en julio de 1932.
El 17 de diciembre de 2003 en un pleno extraordinario convocado por el Ayuntamiento de San Agustín de Guadalix, se acuerda por unanimidad dedicarle la Calle del Alcalde Lorenzo Ginés Brandín, que forma el arco exterior oeste del núcleo principal del pueblo.

## Su hazaña: la revolución de O'Donnell
En el verano de 1868 contaba Lorenzo 15 años, la situación política en España atravesaba un periodo difícil. Cualquier persona que hiciera ostentación de ideas políticas o que se hubiera significado en uno u otro sentido, estaba expuesta a sufrir persecuciones y contrariedades, ya que los que mandaban hoy podían ser los derrotados de mañana.
Leopoldo O'Donnell, General y Político español que había conspirado contra Isabel II, murió en Francia en 1867 sin ver logrado su sueño de ver destronada a la soberana, pero sus partidarios todavía seguían luchando en España por el mismo motivo, dando lugar a nuevas sublevaciones.
Ajeno a estos problemas regresaba Lorenzo a San Agustín después de haber cazado unos pajarillos en la dehesa de Moncalvillo, cuando fue sorprendido por dos individuos que iban huyendo y a los que les había alcanzado la noche por aquellos parajes. Le pidieron ayuda y discreción para albergarlos en algún lugar seguro, pues estaban perdidos y físicamente muy fatigados.
Orgulloso el joven de ser depositario de aquella confianza y deseoso de ofrecerles su generosidad y bondad, les ocultó durante 10 días en una ermita situada a dos leguas de allí, dedicada a la Virgen de Navalazarza, patrona de San Agustín. Allí estarían seguros, pues estaba muy apartada de los caminos y tan sólo dos días al año se celebraba misa en su honor.
Durante esos días les llevó comida y noticias acerca de movimientos extraños que pudieran delatarles, haciendo uso de un extraordinario ingenio y de una discreción absoluta. Fue su cartero, espía y consejero de los dos fugitivos.
Dos meses después de la Revolución de septiembre recibió Lorenzo una carta anónima rogándole asistiera a una conferencia en Madrid con dos amigos. La cita era en una casa algo lujosa y artísticamente puesta, y allí encontró a los dos caballeros a los que había protegido. Impresionado quedó el muchacho al volver a verlos y en condiciones tan diferentes. El no sabía quienes eran, pero se trataban de D. Cristino Martos Balbi, que fue Diputado y Ministro de Estado en 1869, Presidente del Congreso y ministro de Gracia y Justicia con Amadeo I y la Primera República Española y Teodoro Camino, teniente coronel de la Guardia Civil.
Esta entrañable historia, por su gran relieve humano tuvo el honor de ser incluida para la posteridad en el Libro de los Hechos Gloriosos de la Guardia Civil, publicado a principios del siglo XX.
Lorenzo Ginés se ganó la simpatía y la consideración de la Guardia Civil, al que presentaban sus respetos siempre que acudían a San Agustín. Contó con la sincera amistad de los dos políticos y de importantes personalidades de la vida social de la época, quienes le introdujeron en las tertulias de los famosos cafés como el Café Europeo de la Glorieta de Bilbao y el Café de Gato Negro, en la calle del Príncipe, de Madrid, en donde era muy querido y respetado.